# Gheorghe Frăticiu
Gheorghe Frăticiu (n. 6 decembrie 1958

) este un deputat român, ales în 2012 din partea Partidului Social Democrat.